# Novaculit

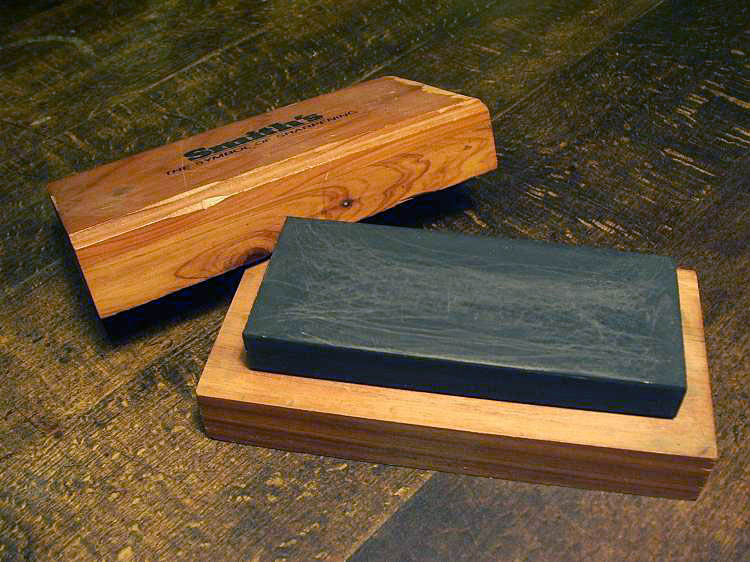
Schwarzer Arkansas-Stein

Novaculit (von lateinisch novacula „scharfes Messer, Rasiermesser“) ist ein sehr feinkörniges metamorphes Kieselgestein. Das Material wird vor allem für Abziehsteine verwendet. Es ist vor allem als Arkansas-Stein oder Washita-Stein bekannt und wird in dieser Form in den USA abgebaut.

## Gestein und Entstehung
Novaculit ist ein Hornstein, und damit ein hartes, isotropes Gestein von weißer bis schwarzgrauer Farbe und sedimentärer Entstehung. Es besteht aus kryptokristallinem Quarz (Siliciumdioxid), untergeordnet auch aus Chalcedon und geringen Anteilen von Feldspat und Granat, und zeigt einen muscheligen Bruch mit scharfen Kanten. Novaculit ist wie Kieselgur oder Feuerstein am See- oder Meeresboden aus den Resten von Organismen mit Kieselsäureskeletten entstanden, wie sie Diatomeen aufweisen, oder aus anderen kieselsäurereichen Resten wie den Nadeln von Kieselschwämmen. Im Laufe der Diagenese wurde die Kieselsäure durch Lösungstransport in Knollen und Lagen angereichert. Im Unterschied zu Feuerstein unterlag der Novaculit einer weiteren Strukturveränderung während einer druckbetonten Metamorphose, die zu einer durchgreifenden Neukristallisierung führte, die ein feines, homogenes Mikrogefüge erzeugte.

## Vorkommen
Novaculit kommt vor allem in den Ouachita Mountains in Arkansas und Oklahoma in den Vereinigten Staaten vor. Hier lagerte sich das Ausgangsgestein im Devon ab, im Karbon bildete sich das metamorphe Gestein durch eine druckbetonte Metamorphose während der Entstehung der Ouachita Mountains. Weitere Vorkommen finden sich in Texas im Caballos Novaculite des Marathon Uplift.

## Abbau und Verwendung
Das Gestein wird vor allem in Arkansas in den Counties Garland und Hot Spring abgebaut. Da es sehr spröde ist, werden zum Abbau keine Sprengungen verwendet, es wird mit Diamantsägen geschnitten und unter Verwendung von Schleifmitteln wie Siliciumcarbid geschliffen.
Das Gestein wurde aufgrund seiner hervorragenden Eigenschaften von den Ureinwohnern Amerikas in Pfeil- oder Speerspitzen verwendet. Heute findet es ausschließlich als Naturschleifstein Verwendung.
Im Handel wird es unter dem Namen Arkansas-Stein – extrem feinkörnig, typischerweise wolkig-weiß oder hellgrau bis schwarzgrau, mit wachsartigem Glanz – oder Washita-Stein – ähnlich hart, etwas gröber im Korn und oft farbiger – vertrieben. Der Stein wird stets mit wenig Petroleum oder geruchlosem Lampenöl (daher der Name „Ölstein“) beim Schärfen von Messern, Werkzeugen und chirurgischem Besteck verwendet, der Einsatz von Wasser führt sehr schnell zum Zusetzen der Oberfläche und ist daher ungeeignet. Eine Ausnahme hiervon bildet der seltene milchig-weiße Soft-Arkansas, den es in einer etwas gröberen Form gibt, auf der man notfalls auch mit Wasser arbeiten kann. Es gibt zahlreiche unterschiedliche Arkansas-Stein-Varianten. Sie haben meist eine Körnung von etwa 6000 bis 8000 JIS und bilden keinen Schleifschlamm („Paste“). Da sie sehr hart sind, unterliegen sie im Gegensatz zu anderen Naturschleifsteinen nur einer geringen Abnutzung und halten lange die Form. In der Regel sind die schwarzen und glasigen Steine dichter als die weißen.